# Dirty Diamonds
Dirty Diamonds — двадцать четвёртый студийный и семнадцатый сольный альбом Элиса Купера, выпущенный 4 июля 2005 в Европе, и 2 августа в США.
Альбом попал на 17-е место в «Топ Независимых Альбомов» журнала Billboard, и занял 169-е место в Billboard 200. Это стало своего рода рекордом со времен альбома The Last Temptation одиннадцатилетней давности.

## Список композиций
1. «Woman of Mass Distraction» (Купер, Деймон Джонсон, Райан Рокси, Чак Гэррик, Рик Бостон) — 3:59
2. «Perfect» (Купер, Джонсон, Рокси) — 3:30
3. «You Make Me Wanna» (Купер, Рокси, Гэррик, Бостон) — 3:30
4. «Dirty Diamonds» (Купер, Джонсон, Гэррик, Бостон) — 4:02
5. «The Saga of Jesse Jane» (Купер, Рокси) — 4:15
6. «Sunset Babies (All Got Rabies)» (Купер, Джонсон, Рокси) — 3:28
7. «Pretty Ballerina» (Майкл Браун) — 3:01
8. «Run Down the Devil» (Купер, Марк Хадсон, Майк Элизондо, Бенджи Хьюджес) — 3:29
9. «Steal That Car» (Купер, Джонсон, Рокси, Гэррик) — 3:16
10. «Six Hours» (Купер, Рокси) — 3:24
11. «Your Own Worst Enemy» (Купер, Рокси) — 2:15
12. «Zombie Dance» (Купер, Рокси, Бостон) — 4:27

## Бонус
1. «Stand» (все версии) (Купер, Бостон, Бриджит Бененэйт, Xzibit) — 4:04
2. «The Sharpest Pain» (Купер, Рокси) (Русская и Австралийская версии) — 3:59

## Участники записи
- Элис Купер — вокал, гармоника
- Райан Рокси — гитара
- Деймон Джонсон — гитара
- Чак Гэррик — бас
- Томми Клафетос — ударные
- Xzibit — рэп в «Stand»

## Приглашённые музыканты
- Lenny Castro — тамбурин, орган, перкуссия
- Стив Линси — орган, гитара, клавишные, пианино
- Mark Hollingsworth — саксофон, флейта
- Майк Элизондо — бас, гитары
- Крис Тедеску — трумпет
- Рик Бостон — гитары
- Steve n' Rick — горн
- Тедди «Зигзаг» Андреадис — орган, пианино
- Джим Кокс — клавишные
- Джон Робинсон — ударные
- Tony Gilkyson — гитара
- Лил Воркман — гитара
- Даниел Ленц — синтезатор
- Peggi Blu — вокал
- Эдна Райт — вокал
- Бенджи Хьюз — вокал
- Dinah Englund — вокал
- Бриджет Бененоте — вокал
- Марк Худсон — вокал
- Марк Леннон — вокал